# フェニックス・マーキュリー
フェニックス・マーキュリー（Phoenix Mercury）は、WNBA西地区に所属する女子プロバスケットボールチームである。フェニックス・サンズの姉妹チームである。

## 歴史
1997年に創設され、WNBAに初年度より参加。
2007年・2009年・2014年にWNBA王者となる。
2007年オフからはジャパンエナジー男子でもプレーしたコーリー・ゲインズがヘッドコーチを務めていたが、2013年8月に更迭された。

## シーズンごとの成績
Note: 勝 = 勝利数, 敗 = 敗戦数, % = 勝率 
| シーズン                   | 勝  | 敗  | %    | プレーオフ                                                                            | 結果                                               |
| -------------------------- | --- | --- | ---- | ------------------------------------------------------------------------------------- | -------------------------------------------------- |
| フェニックス・マーキュリー |     |     |      |                                                                                       |                                                    |
| 1997                       | 16  | 12  | .571 | WNBAセミファイナル敗退                                                                | リバティ 0–1                                       |
| 1998                       | 19  | 11  | .633 | WNBAセミファイナル勝利 WNBAファイナル敗退                                             | ロッカーズ 2–1 コメッツ 1–2                        |
| 1999                       | 15  | 17  | .469 |                                                                                       |                                                    |
| 2000                       | 20  | 12  | .625 | カンファレンス準決勝敗退                                                              | スパークス, 0–2                                    |
| 2001                       | 13  | 19  | .406 |                                                                                       |                                                    |
| 2002                       | 11  | 21  | .344 |                                                                                       |                                                    |
| 2003                       | 8   | 26  | .235 |                                                                                       |                                                    |
| 2004                       | 17  | 17  | .500 |                                                                                       |                                                    |
| 2005                       | 16  | 18  | .471 |                                                                                       |                                                    |
| 2006                       | 18  | 16  | .529 |                                                                                       |                                                    |
| 2007                       | 23  | 11  | .676 | カンファレンス準決勝勝利 カンファレンス決勝勝利 WNBAファイナル勝利                    | ストーム 2–0 シルバースターズ 2–0 ショック 3–2     |
| 2008                       | 16  | 18  | .471 |                                                                                       |                                                    |
| 2009                       | 23  | 11  | .676 | カンファレンス準決勝勝利 カンファレンス決勝勝利 WNBAファイナル勝利                    | シルバースターズ 2–1 スパークス 2–1 フィーバー 3–2 |
| 2010                       | 15  | 19  | .441 | カンファレンス準決勝勝利 カンファレンス決勝敗退                                       | シルバースターズ 2–0 ストーム 0–2                  |
| 2011                       | 19  | 15  | .559 | カンファレンス準決勝勝利 カンファレンス決勝敗退                                       | ストーム 2–1 リンクス 0–2                          |
| 2012                       | 7   | 27  | .206 |                                                                                       |                                                    |
| 2013                       | 19  | 15  | .559 | カンファレンス準決勝勝利 カンファレンス決勝敗退                                       | スパークス 2-1 リンクス 0-2                        |
| 2014                       | 29  | 5   | .853 | カンファレンス準決勝勝利 カンファレンス決勝勝利 WNBAファイナル勝利                    | スパークス 2-0 リンクス 2-1 スカイ 3-0             |
| 2015                       | 20  | 14  | .588 | カンファレンス準決勝勝利 カンファレンス決勝敗退                                       | ショック 2-0 リンクス 0-2                          |
| 2016                       | 16  | 18  | .471 | ファーストラウンド勝利 セカンドラウンド勝利 WNBAセミファイナル敗退                    | フィーバー 1-0 リバティ 1-0 リンクス 0-3           |
| 2017                       | 18  | 16  | .529 | ファーストラウンド勝利 セカンドラウンド勝利 WNBAセミファイナル敗退                    | ストーム 1-0 サン 1-0 スパークス 0-3               |
| 2018                       | 20  | 14  | .588 | ファーストラウンド勝利 セカンドラウンド勝利 WNBAセミファイナル敗退                    | ウィングス 1-0 サン 1-0 ストーム 2-3               |
| 2019                       | 15  | 19  | .441 | ファーストラウンド敗退                                                                | スカイ 0-1                                         |
| 2020                       | 13  | 9   | .591 | ファーストラウンド勝利 セカンドラウンド敗退                                           | ミスティクス 1-0 リンクス 0-1                      |
| 2021                       | 19  | 13  | .594 | ファーストラウンド勝利 セカンドラウンド勝利 WNBAセミファイナル勝利 WNBAファイナル敗退 | リバティ 1-0 ストーム 1-0 エーシズ 3-2 スカイ 1-3  |
| 2022                       | 15  | 21  | .417 | ファーストラウンド敗退                                                                | エーシズ 0-2                                       |
| 2023                       | 9   | 31  | .225 |                                                                                       |                                                    |
| 2024                       | 19  | 21  | .475 | ファーストラウンド敗退                                                                | リンクス 0-2                                       |
| 通算勝敗                   | 458 | 456 | .501 | 2024シーズン終了時点                                                                  | 2024シーズン終了時点                               |
| プレイオフ                 | 47  | 41  | .534 | WNBA優勝3回                                                                           | WNBA優勝3回                                        |

## 歴代ヘッドコーチ
- シェリル・ミラー (1997–2000)
- シンシア・クーパー（英語版） (2001 - 2002)
- リンダ・シャープ（英語版） (2002)
- ジョン・シューメイト (2002 - 2003)
- キャリー・グラフ（英語版） (2004 - 2005)
- ポール・ウェストヘッド（英語版） (2005-2007)
- コーリー・ゲインズ (2007–2013)
- ラス・ぺネル（英語版） (2013)
- サンディ・ブロンデロ（英語版） (2014-2021)
- ヴァネッサ・ニガール（英語版） (2022-2023)
- ニッキー・ブルー（英語版） (暫定:2023)
- ネイト・ティベッツ（英語版） (2023-)

## 歴代所属選手
- ペニー・テイラー
- ダイアナ・トーラジ
- ナンシー・リーバーマン
- マリア・ステパノワ
- 萩原美樹子
- 大神雄子

## 永久欠番
- 7 ミシェル・ティムズ